# Allotria (Hamburg)

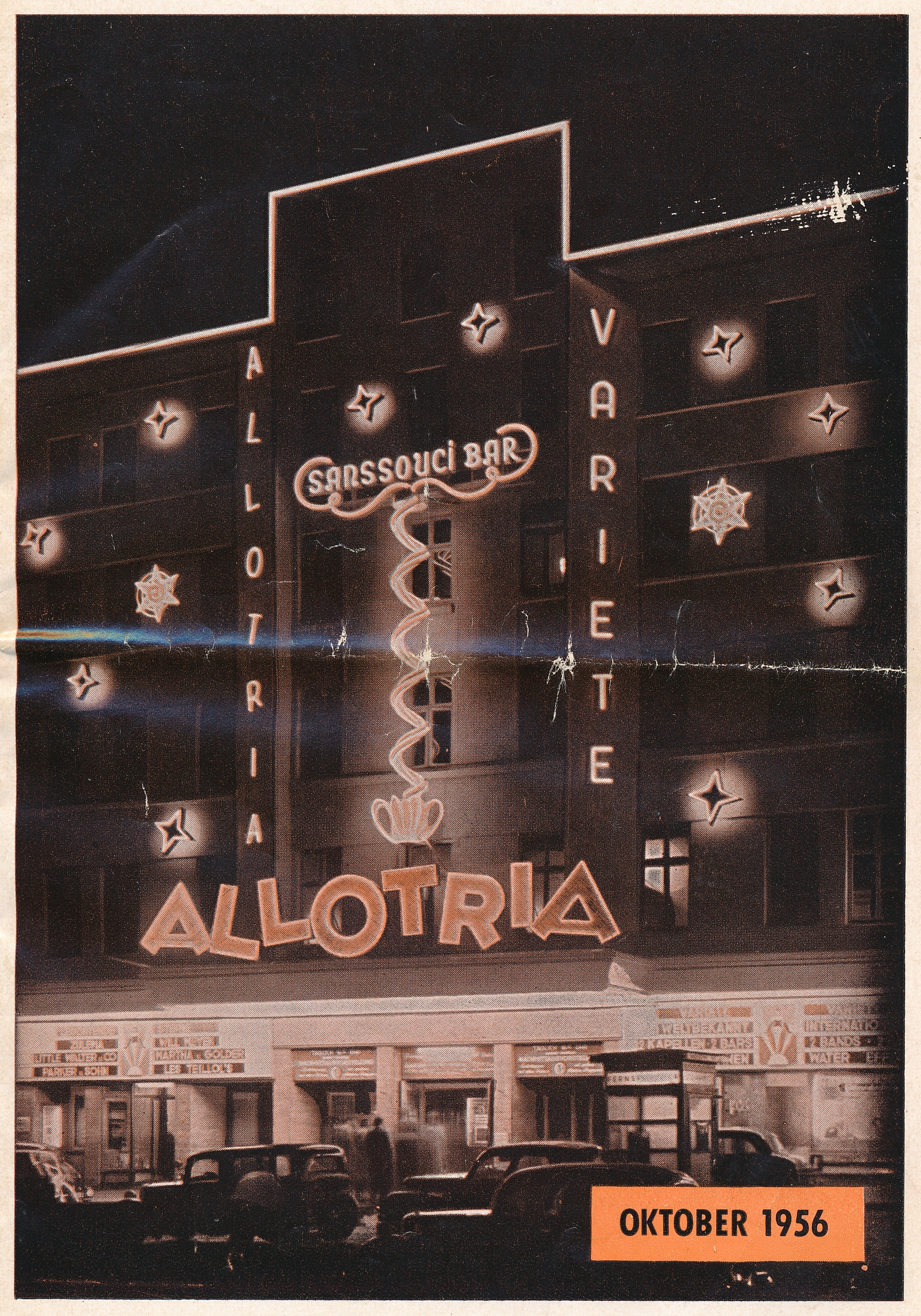
Original-Titelseite des Programmheftes zum 20-jährigen Jubiläum des Varietés Allotria

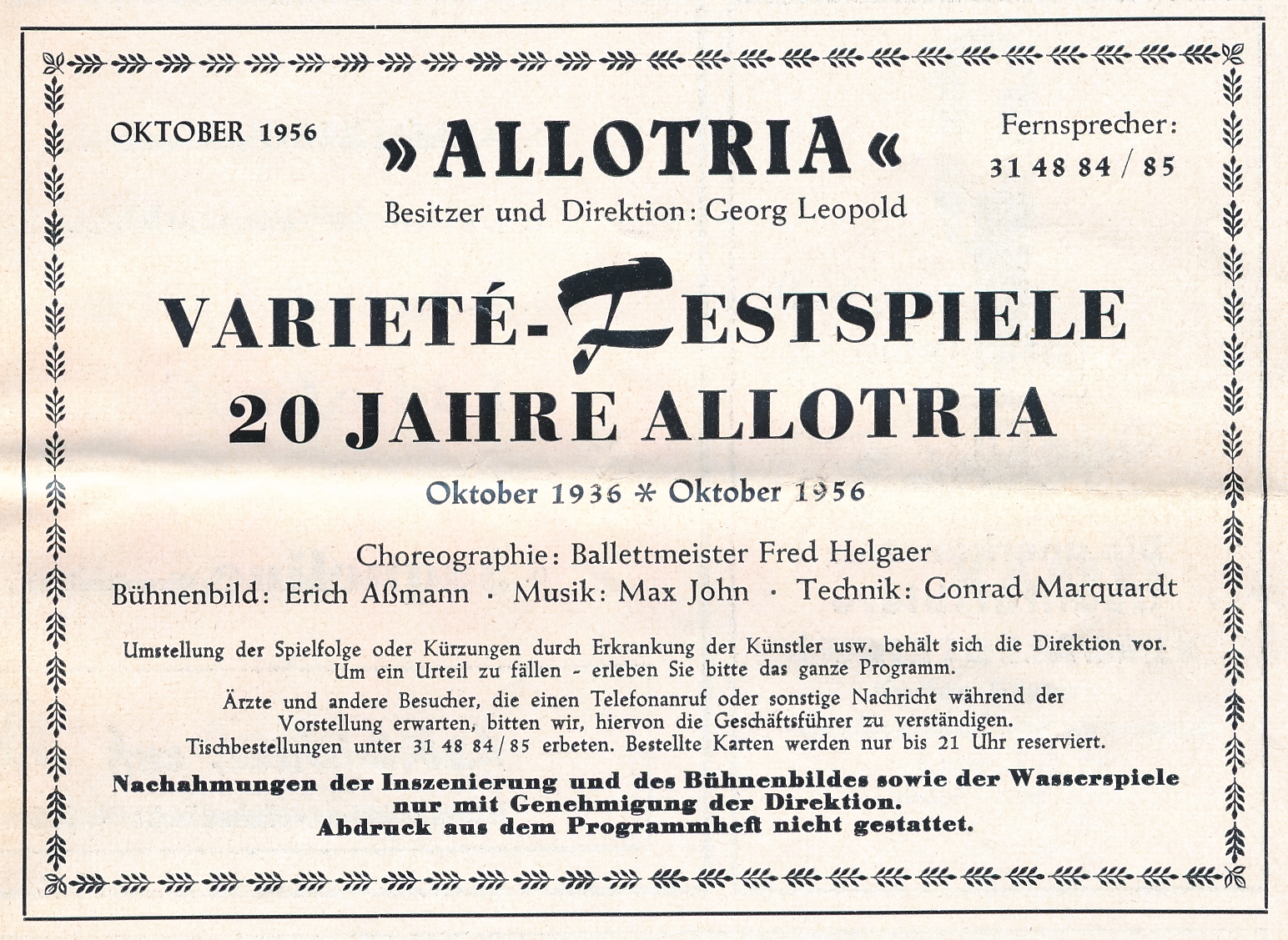
Festspielwerbung zum 20-jährigen Jubiläum des Varietés Allotria

Das Allotria war von 1936 bis 1958 ein Varieté auf der Hamburger Reeperbahn.

## Vorgeschichte des Allotria – das Alkazar
1926 eröffnete Arthur Wittkowski im Hause der ehemaligen Hansa-Bierhallen ein Varieté namens "Alkazar". Er ließ es mit einer für damalige Zeiten hochmodernen Technik ausstatten. Eine Hebebühne in der Mitte des Saales konnte innerhalb weniger Minuten versenkt werden und so als Eisbahn, Tanzboden oder Wasserbassin wieder auftauchen. Von der Decke konnte ein Leuchter mit Wasserfontänen zu verschiedenen Show-Zwecken herab gelassen werden. Internationale Stars der zwanziger Jahre wie beispielsweise Josephine Baker und Anita Berber traten hier auf.
Nach der Machtergreifung der Nationalsozialisten im Jahre 1933 wurde Wittkowski mit Intrigen, Verleumdungen und Schikanen aus seinem eigenen Unternehmen verdrängt, nachdem er sich mit der NSDAP überworfen hatte. 1935 wurde das Alkazar zwangsversteigert. Georg Leopold, Mitglied der NSDAP, wurde neuer Direktor, im Nazi-Jargon „Betriebsführer“ genannt.

## Geschichte des Allotria
Der frühere Name „Alkazar“ wurde 1936 von den Nationalsozialisten in „Allotria“ umgeändert, weil aus deren Sicht aufgrund des „heldenhaften Kampfs des nationalen Spaniens“ der Name „Alkazar“ für eine Vergnügungsstätte nicht gerechtfertigt war. Die Faschisten erlitten nämlich eine empfindliche Niederlage, als der Alkazar von Toledo, das vom faschistischen Regime General Francos besetzt war, von den Republikanern gestürmt wurde.
Als Namensgeber wird der gleichnamige Film Allotria mit Heinz Rühmann vermutet, der ebenfalls im Jahre 1936 seine Premiere hatte.
Da das Gebäude den Zweiten Weltkrieg und die Bombardements der Alliierten fast unbeschadet überstand, konnte während des Krieges der Betrieb aufrechterhalten werden. Wenn auch das Programm ein wenig moderater als vor 1933 ausfiel, so gab es dennoch auch weiterhin Nacktdarstellungen und Kapellen, die den legendären Swing spielten.
Heute befindet sich im Erdgeschoss des Gebäudes ein Penny-Markt, in dem seit 2007 die Spiegel-TV-Reportagen Der Penny-Markt auf der Reeperbahn gedreht werden.